# Big Cartoon DataBase
Big Cartoon DataBase (BCDB) – jedna z największych amerykańskich internetowych baza danych zawierająca informacje na temat filmów rysunkowych, animowanych seriali telewizyjnych oraz krótkich kreskówek.